# 傑森·斯特芬
傑森·海勒姆·斯特芬（英語：Jason Hyrum Steffen，1975年5月15日—）是一名美國天體物理學家，內華達大學拉斯維加斯分校物理學與天文學助理教授。他也是美國國家航空暨太空總署克卜勒任務科學小組的成員。在加入內華達大學之前，他曾在費米實驗室和西北大學工作過十年。他因發現多顆系外行星而知名。他還開發了另一種登機方法，即斯特芬登機法。研究發現，這種方法比大多數商業航空公司使用的「背對背」方法要快得多。他在機場排了很長的隊登機後，受到啟發，開始了對這個主題的研究。

## 外部連結
- Faculty page （页面存档备份，存于）
- 由Google学术搜索索引的傑森·斯特芬出版物